# بروس هیز (شناگر)
بروس هیز (به انگلیسی: Bruce Hayes) (زادهٔ ۸ مارس ۱۹۶۳) شناگر اهل ایالات متحده آمریکا است.